# خلال اللوحتين
يقصد بمنطقة خلال اللوحتين (باللاتينية: Diploe) العظم الإسفنجي الذي يفصل الطبقة الداخلية عن الطبقة الخارجية للعظم القشري للجمجمة.
من المألوف تسمية طبقات العظم القشري لعظام القحف بلوحات الجمجمة، اللوحة الخارجية سميكة وصلبة، أما اللوحة الداخلية فرقيقة وهشة وكثيفة، لذلك يطلق عليها اسم اللوحة الزجاجية. وهكذا فإن العظم الإسفنجي يدخل بين الطبقتين ويطلق عليه اسم خلال اللوحتين، وهذه الطبقة تمتص في مناطق معينة من الجمجمة لتترك منطقة مليئة بالسائل بين الصفيحتين.